# La Roche-Posay
La Roche-Posay település Franciaországban, Vienne megyében. Lakosainak száma 1571 fő (2022. január 1.). La Roche-Posay Yzeures-sur-Creuse, Coussay-les-Bois, Leigné-les-Bois, Lésigny, Pleumartin és Vicq-sur-Gartempe községekkel határos.

## Népesség
A település népességének változása:
| Lakosok száma | 1543 | 1551 | 1587 | 1561 | 1557 | 1560 | 1569 | 1570 | 1571 |
|               | 2013 | 2015 | 2016 | 2017 | 2018 | 2019 | 2020 | 2021 | 2022 |